# Ashley Moloney
Ashley Moloney (né le 13 mars 2000 à Brisbane) est un athlète australien, spécialiste du décathlon. Il est médaillé de bronze aux Jeux olympiques.

## Carrière
Il s'entraîne auprès du club de Jimboomba.
Début 2018, lors des Championnats d'Australie juniors, il porte son record personnel sur décathlon à 7 740 points. Le 11 juillet 2018, il remporte le titre de champion du monde junior 2018 à Tampere avec un record des Championnats, également record d'Océanie junior, porté à 8 190 points, après avoir réalisé des performances dans chacune des dix épreuves, sept records personnels et trois records des Championnats, sauf en longueur où il frise l'élimination en ratant ses deux premiers essais, et en obtenant au total des dix épreuves le plus important écart jamais constaté avec le deuxième, Gary Haasbroek, également Australien. C'est le premier Australien à remporter ce titre.
Il remporte les championnats d'Océanie 2019 devant son compatriote Cedric Dubler et bat son record personnel avec 8 103 pts, notamment grâce à deux nouveaux records sur 400 m (46 s 75) et au saut à la perche (5,00 m).
Le 20 décembre 2020, il s'empare du record d'Océanie du décathlon, et réalise par la même occasion les minimas pour les Jeux olympiques en totalisant 8 492 points. Il s'illustre notamment sur le 400 m avec une performance de 45 s 82 (le 3ème meilleur coureur de 400 m sur décathlon de l'histoire derrière Ashton Eaton et Bill Toomey). 
Lors des Jeux olympiques de Tokyo, il monte sur la troisième marche du podium, en établissant un nouveau record d'Océanie avec 8 649 pts.

## Palmarès
| Date | Compétition                    | Lieu       | Résultat | Epreuve    | Performance  |
| ---- | ------------------------------ | ---------- | -------- | ---------- | ------------ |
| 2018 | Championnats du monde juniors  | Tampere    | 1er      | Décathlon  | 8 190 pts    |
| 2018 | Championnats du monde juniors  | Tampere    | 7e       | 4 x 400 m  | 3 min 8 s 53 |
| 2019 | Hypo-Meeting                   | Götzis     | 13e      | Décathlon  | 8 038 pts    |
| 2019 | Championnats d'Océanie         | Townsville | 1er      | Décathlon  | 8 103 pts    |
| 2021 | Jeux olympiques                | Tokyo      | 3e       | Décathlon  | 8 649 pts    |
| 2022 | Championnats du monde en salle | Belgrade   | 3e       | Heptathlon | 6 343 pts    |

## Records
| Épreuve           | Performance   | Lieu       | Date             |
| ----------------- | ------------- | ---------- | ---------------- |
| 100 m             | 10 s 34       | Tokyo      | 4 août 2021      |
| Saut en longueur  | 7,67 m        | Brisbane   | 19 décembre 2020 |
| Lancer du poids   | 14,49 m       | Tokyo      | 4 août 2021      |
| Saut en hauteur   | 2,11 m        | Brisbane   | 19 décembre 2020 |
| 400 m             | 45 s 82       | Brisbane   | 19 décembre 2020 |
| 110 m haies       | 14 s 08       | Tokyo      | 5 août 2021      |
| Lancer du disque  | 44,38 m       | Tokyo      | 5 août 2021      |
| Saut à la perche  | 5,00 m        | Townsville | 26 juin 2019     |
| Lancer du javelot | 57,77 m       | Brisbane   | 20 décembre 2020 |
| 1 500 m           | 4 min 39 s 19 | Tokyo      | 5 août 2021      |
| Décathlon         | 8 649 pts(AR) | Tokyo      | 5 août 2021      |